# OG–9 önvezérlő pókdroid
Az OG–9 önvezérlő pókdroid (vagy röviden póklépegető), egy pókdroid a Csillagok háborúja univerzumában, ami a klónháborúk idején a Független Rendszerek Konföderációja által, előtte a Kereskedőtestület által használt droid lépegető volt. 

## Jellemzői
Az OG-9 önvezérlő pókdroid, úgy mint a Köztársaság SPHA lépegetője, hatásos földi és légi célpontok elleni harcban. Úgy tervezték, hogy nagy méretű és hatásos fegyvert hozzanak létre. A droid gömb alakú, páncélozott teste reaktort tartalmaz. Ha a mag megsérül, a reaktor azonnal felrobban.
Minden területtípuson hatásos lábával a csatatér területének nagy részét fedezni tudja. Nagy magasságának és kiegészíthető hidraulikájának köszönhetően lézerfegyverét az ellenség célpontjai fölé tudja helyezni, vagy magasabb helyekre tud menni, hogy onnan légi célpontokat támadjon. Bár a lábak nagy mértékben védve voltak, de ha csak egy közülük is súlyosan megsérült, a droid a földre rogyott. Gyengesége ellenére a droid a tengerfenék köves, hasadékokkal teli fenekén is tud járni.
A pókdroid fő fegyvere egy lézerágyú, ami a droid testén felül van erősítve.